# Delfino Pescara 1936 2010-2011
Questa voce raccoglie le informazioni riguardanti il Delfino Pescara 1936 nelle competizioni ufficiali della stagione 2010-2011.

## Stagione
La società, pochi giorni dopo l'esaltante finale play-off vinta, inizia a progettare la nuova stagione in Serie B: viene riconfermato come allenatore Eusebio Di Francesco, mentre al direttore generale Fabrizio Lucchesi viene affiancato in qualità di direttore sportivo l'ex calciatore Daniele Delli Carri. Obiettivo della società è quello di raggiungere la promozione in Serie A entro 3 anni come dichiarato dal presidente biancazzurro Giuseppe De Cecco. Nei giorni seguenti alla promozione, il sodalizio biancazzurro si riorganizza a livello dell'assetto societario, con l'uscita di scena il 29 giugno 2010 dell'ex Presidentessa Deborah Caldora e l'ingresso dei nuovi soci Pagliarone e Saladino.
La società riconferma i protagonisti della finale play-off (acquistata la seconda parte del cartellino di Danilo Soddimo dalla Sampdoria e acquistato in comproprietà Andrea Mengoni dal Chievo), eccezion fatta per Tommaso Coletti (riscattato dal Foggia) e Francesco Zizzari, passato in comproprietà alla Reggina.
In riva all'Adriatico arrivano a rinforzare la squadra giocatori già affermati in cadetteria, come Lorenzo Del Prete, ex Siena (la scorsa stagione a Frosinone), Emmanuel Cascione e Gianluca Nicco dal Mantova (svincolato causa fallimento della società virgiliana), ma anche giovani promesse quali Antonio Mazzotta (prestito dal Palermo), Adrian Stojan (dalla Roma), Riccardo Maniero (13 gol la stagione passata con l'Arezzo) e Raffaele Alcibiade, entrambi dalla Juventus.
Durante gli ultimi giorni di mercato il Pescara acquisisce a titolo definitivo Luca Ariatti dal Chievo ed in cambio manda in Veneto il giovane Inglese e l'esperto Dettori con la formula della comproprietà. L'ultimo giorno viene ufficializzato l'arrivo dalla Virtus Lanciano di Antonio Aquilanti e le cessioni di Artistico, Romito e Vicentini rispettivamente alla Ternana, al Lanciano e al Brindisi.
La partita d'esordio si gioca all'Adriatico davanti a circa 11 000 spettatori che sostengono il Pescara contro il quotato Siena; ne viene fuori un'ottima prestazione da parte dei biancazzurri che però, a causa di una disattenzione difensiva subiscono gol e non vanno oltre il pareggio siglato da Sansovini. Poi il Pescara gioca due partite consecutive in trasferta contro Empoli e Triestina, riuscendo a racimolare un solo punto nonostante due buone prestazioni. Nella quarta giornata in riva all'Adriatico arriva la corazzata Atalanta: i biancazzurri non riescono ad esprimersi bene, e perdono per 2-0, facendo affiorare nuovamente i problemi nel reparto avanzato (il peggiore fino alla quarta giornata, con solo un gol all'attivo). Alla quinta giornata, il Pescara va in trasferta a Varese cogliendo un prezioso pareggio di 1-1 con la squadra lombarda con i biancazzurri che erano andati in vantaggio con Soddimo, e nella ripresa sono stati ripresi da un gol dell'ex Ebagua.
Alla sesta giornata arriva all'Adriatico la corazzata Torino con in panchina l'ex tecnico biancazzurro Franco Lerda squadra costruita per vincere il campionato cadetto; stavolta però i biancazzurri sfoderano una prestazione perfetta battendo i granata con un rotondo 2-0 siglato da Soddimo e Cascione mancando molte altre occasioni per arrotondare il risultato e colgono i primi tre punti stagionali; alla settima giornata il Pescara va in trasferta nuovamente in Lombardia affrontando a Bergamo l'AlbinoLeffe di Mondonico allo Stadio Atleti Azzurri d'Italia; i biancazzurri con molta tenacia, e ordine tengono bene il campo e riescono a espugnare Bergamo con i gol di capitan Olivi e Bonanni dopo che l'Albinoleffe aveva pareggiato con un rigore di Cissè. I biancazzurri confermano nelle settimane successive al successo esterno con i seriani un buon periodo di forma e di gioco vincendo il match casalingo col Sassuolo (1-0), perdendo ma disputando comunque una buona partita nella trasferta in Calabria contro la Reggina (0-1) e schiantando in casa il Grosseto per 4-2 con una doppietta dell'ex Sansovini. Dopo queste buone prove arriva la trasferta di Padova e lì si è vista per la prima volta la squadra crollare da un punto di vista strettamente psicologico: dopo l'iniziale vantaggio di Sansovini (terza rete consecutiva) salgono in cattedra i padroni di casa che trovano il pareggio su rigore procurato da un fallo di mano in area di Mengoni che viene espulso. Con la squadra in dieci per tutto il secondo tempo i biancoscudati trovano il vantaggio con l'ex Vantaggiato e Soddimo perde la testa realizzando un brutto fallo di reazione pochi minuti dopo che gli costerà la doccia anticipata. A fine partita ancora Vantaggiato trova la doppietta per il 3-1 finale.
Sette giorni dopo la squadra è chiamata al riscatto contro il Modena ma un Pescara confuso viene sconfitto per 2-0 in casa dai Canarini. Riscatto che arriva però il 6 novembre nella difficile trasferta di Crotone: l'undici di Di Francesco compie un'autentica impresa allo Scida giocando, a causa dell'espulsione di Ariatti nei secondi finali del primo tempo, la seconda frazione di gara in dieci e sbloccando il risultato un quarto d'ora prima del 90° grazie a una bomba da 30 metri ancora di Bonanni che replica così la prodezza messa a segno contro l'AlbinoLeffe. Pochi giorni dopo arriva nel turno infrasettimanale un Piacenza in ottima forma reduce da ben 7 risultati utili consecutivi che, nonostante l'iniziale vantaggio pescarese di Gessa, ribalta il risultato in proprio favore prima dello scadere della prima frazione di gioco salvo poi subìre l'iniziativa dei padroni di casa che per tutto il secondo tempo hanno messo sotto pressione gli ospiti, trovando il pari a soli dieci minuti dalla fine grazie a una bella girata di Sansovini. Nel posticipo di lunedì 15 novembre è in scena all'Adriatico l'attesissimo incontro con i rivali dell'Ascoli: tutto sembra mettersi sui binari giusti quando con un fortuito tocco Alcibiade devia una bordata su punizione di Bonanni in rete ma tre minuti di follia e amnesia tattica della squadra di Di Francesco regalano due reti e la conseguente vittoria per 1-2 ai bianconeri guidati da Castori.
Il turno successivo vede i biancazzurri ospiti a Frosinone ma la partita viene sospesa dopo 45' per impraticabilità di campo causa pioggia e bisognerà aspettare il 30 novembre per la restante metà di gioco che riprenderà dallo 0-0 con cui si era chiuso il primo tempo. Con il preoccupante bottino di un solo punto nelle ultime tre uscite casalinghe il Pescara è chiamato a invertire questa pericolosa tendenza contro la favola Portogruaro (che la stagione prima strappò uno 0-1 all'Adriatico che segnò per certi versi il cammino in campionato di entrambe le compagini) ma al termine della prima frazione di gioco le cose non sembrano andare benissimo visto che il risultato dopo 38' è di 0-2 per gli ospiti. Nell'intervallo però l'allenatore scuote la squadra e la reazione è veemente: prima Soddimo (50') poi Ariatti (61') e per ben due volte Cascione (66' e 71') ribaltano il risultato con una dimostrazione di forza e grinta incredibili, ventisei minuti di pura rabbia agonistica che regalano al Pescara e ai pescaresi il ritorno ai tre punti che mancavano ormai da quasi un mese.

## Divise e sponsor
Lo sponsor tecnico per la stagione 2010-2011 è la Legea, mentre gli sponsor ufficiali sono Pail Serramenti e Humangest.

## Organigramma societario
Area direttiva
- Presidente: Giuseppe De Cecco
- Vice presidente onorario: Antonio Edmondo
- Consiglio d'amministrazione: Alessandro Acciavatti, Giuseppe De Cecco, Nicola Di Tieri, Daniele Sebastiani
- Direttore generale: Fabrizio Lucchesi
- Consiglieri: Gabriele Bankowski, Gaetano Berghella, Adolfo Maria De Cecco, Piero Di Luzio, Antonio Di Cosimo, Amerigo Pellegrini, Francesco Pirocchi, Vincenzo Serraiocco

Area organizzativa
- Team manager: Vincenzo Zucchini
- Logistica: Mimmo Ventura

Area comunicazione
- Ufficio Stampa: Federica Rogato

Area tecnica
- Direttore generale: Fabrizio Lucchesi
- Direttore sportivo: Daniele Delli Carri
- Allenatore: Eusebio Di Francesco
- Allenatore in seconda: Francesco Giuseppe Tomei
- Preparatore dei portieri: Gianni Di Giacomo
- Preparatore atletico: Franco Giammartino

Area sanitaria
- Responsabile sanitario: Vincenzo Salini
- Staff medico: Andrea Marco Natale
- Fisioterapisti e massaggiatori: Claudio D'Arcangelo, Francesco Zulli
- Recupero infortunati: Nicandro Vizoco

## Rosa
La numerazione riportata, come comunicato dalla società, è quella ufficiale per la stagione 2010-2011.
| N. |                   | Ruolo | Calciatore        |
| -- | ----------------- | ----- | ----------------- |
| 1  | Italia (bandiera) | P     | Salvatore Pinna   |
| 2  | Italia (bandiera) | D     | Damiano Zanon     |
| 3  | Italia (bandiera) | D     | Filippo Petterini |
| 4  | Italia (bandiera) | C     | Emmanuel Cascione |
| 5  | Italia (bandiera) | D     | Andrea Mengoni    |
| 6  | Italia (bandiera) | D     | Samuele Olivi     |
| 7  | Italia (bandiera) | C     | Danilo Soddimo    |
| 8  | Italia (bandiera) | C     | Luca Tognozzi     |
| 9  | Italia (bandiera) | A     | Marco Sansovini   |
| 10 | Italia (bandiera) | C     | Massimo Bonanni   |
| 11 | Italia (bandiera) | A     | Massimo Ganci     |
| 13 | Italia (bandiera) | P     | Carlo Camilli     |
| 17 | Italia (bandiera) | D     | Emanuele Sembroni |
| 18 | Italia (bandiera) | D     | Simone Vitale     |
| 20 | Italia (bandiera) | C     | Andrea Gessa      |
| 21 | Italia (bandiera) | C     | Luca Ariatti      |
| 22 | Italia (bandiera) | C     | Gianluca Nicco    |

| N. |                    | Ruolo | Calciatore            |
| -- | ------------------ | ----- | --------------------- |
| 25 | Mali (bandiera)    | D     | Souleymane Diamoutene |
| 26 | Italia (bandiera)  | A     | Cristian Bucchi       |
| 29 | Italia (bandiera)  | D     | Marco Capuano         |
| 32 | Italia (bandiera)  | D     | Lorenzo Del Prete     |
| 36 | Italia (bandiera)  | D     | Raffaele Alcibiade    |
| 39 | Romania (bandiera) | C     | Adrian Stoian         |
| 42 | Italia (bandiera)  | D     | Bruno Martella        |
| 55 | Italia (bandiera)  | C     | Luca Berardocco       |
| 82 | Italia (bandiera)  | C     | Salvatore Carboni     |
| 83 | Canada (bandiera)  | P     | Nicholas La Monaca    |
| 84 | Italia (bandiera)  | P     | Gabriele Bartoletti   |
| 85 | Italia (bandiera)  | D     | Antonio Aquilanti     |
| 90 | Italia (bandiera)  | P     | Francesco Cattenari   |
| 92 | Italia (bandiera)  | C     | Marco Verratti        |
| 97 | Italia (bandiera)  | C     | Alfonso Camorani      |
| 99 | Italia (bandiera)  | A     | Riccardo Maniero      |

## Calciomercato

### Sessione estiva(dall'1/7 all'1/9)
| Acquisti | Acquisti           | Acquisti  | Acquisti                         |
| R.       | Nome               | da        | Modalità                         |
| -------- | ------------------ | --------- | -------------------------------- |
| P        | Carlo Camilli      | Ascoli    | definitivo                       |
| D        | Raffaele Alcibiade | Juventus  | prestito                         |
| D        | Antonio Aquilanti  | Lanciano  | prestito                         |
| D        | Lorenzo Del Prete  | Siena     | prestito con diritto di riscatto |
| D        | Antonio Mazzotta   | Palermo   | prestito                         |
| D        | Andrea Mengoni     | Chievo    | compartecipazione                |
| C        | Luca Ariatti       | Chievo    | definitivo                       |
| C        | Emmanuel Cascione  | Reggina   | compartecipazione                |
| C        | Gianluca Nicco     |           | definitivo                       |
| C        | Danilo Soddimo     | Sampdoria | definitivo                       |
| C        | Adrian Stoian      | Roma      | prestito con diritto di riscatto |
| A        | Riccardo Maniero   | Juventus  | comproprietà                     |

| Cessioni | Cessioni          | Cessioni      | Cessioni                         |
| R.       | Nome              | a             | Modalità                         |
| -------- | ----------------- | ------------- | -------------------------------- |
| P        | Lorenzo Prisco    | Brindisi      | prestito                         |
| D        | Loris Bacchetti   | Sampdoria     | compartecipazione                |
| D        | Luigi Cuomo       |               | svincolato                       |
| D        | Daniele Fruci     | Brindisi      | prestito con diritto di riscatto |
| D        | Antonio Mottola   | Brindisi      | definitivo                       |
| D        | Marco Pomante     | Nocerina      | prestito                         |
| D        | Tommaso Romito    | Lanciano      | prestito                         |
| D        | Antonello Tabacco | Sangiovannese | prestito                         |
| D        | Francesco Zarini  | Rimini        | prestito                         |
| C        | Angelo Corsi      | Spal          | prestito                         |
| C        | Lorenzo Del Pinto | Angolana      | prestito                         |
| C        | Francesco Dettori | Chievo        | compartecipazione                |
| C        | Diego Matarazzo   | Sangiovannese | prestito                         |
| C        | Axel Vicentini    | Brindisi      | definitivo                       |
| A        | Attilio Angotti   | Brindisi      | definitivo                       |
| A        | Mario Artistico   | Ternana       | prestito                         |
| A        | Roberto Inglese   | Chievo        | compartecipazione                |
| A        | Emanuele Testardi | Sampdoria     | definitivo                       |
| A        | Francesco Zizzari | Reggina       | compartecipazione                |

### Sessione invernale(dall'4/1 al 31/1)
| Acquisti | Acquisti              | Acquisti | Acquisti |
| R.       | Nome                  | da       | Modalità |
| -------- | --------------------- | -------- | -------- |
| A        | Stefano Giacomelli    | Foligno  | prestito |
| A        | Cristian Bucchi       | Napoli   | prestito |
| D        | Souleymane Diamoutene | Lecce    | prestito |

| Cessioni | Cessioni            | Cessioni    | Cessioni      |
| R.       | Nome                | a           | Modalità      |
| -------- | ------------------- | ----------- | ------------- |
| D        | Salvatore D'Alterio | Salernitana | prestito      |
| D        | Antonio Mazzotta    | Lecce       | fine prestito |
| C        | Giacomo Zappacosta  | Barletta    | prestito      |

## Risultati

### Campionato

#### Girone di andata
| Arbitro: | Tozzi (Ostia Lido) |

|               |           |                  |
| Sansovini 80’ | Marcatori | 41’ Mastronunzio |

| Empoli 30 agosto 2010, ore 19:00 CEST 2ª giornata | Empoli          | 0 – 0 referto | Pescara | Stadio Carlo Castellani (3.562 spett.)\| Arbitro: \| Doveri (Roma 1) \| |
| Arbitro:                                          | Doveri (Roma 1) |               |         |                                                                         |

| Arbitro: | Palazzino (Ciampino) |

|           |           |  |
| Marchi 9’ | Marcatori |  |

| Arbitro: | Stefanini (Prato) |

|  |           |                               |
|  | Marcatori | 52’ Manfredini 81’ Tiribocchi |

| Arbitro: | Pinzani (Empoli) |

|            |           |             |
| Ebagua 70’ | Marcatori | 18’ Soddimo |

| Arbitro: | Candussio (Cervignano del Friuli) |

|                          |           |  |
| Soddimo 46’ Cascione 57’ | Marcatori |  |

| Arbitro: | Bagalini (Fermo) |

|                  |           |                       |
| Cissé 55’ (rig.) | Marcatori | 43’ Olivi 73’ Bonanni |

| Arbitro: | Gallione (Alessandria) |

|           |           |  |
| Gessa 68’ | Marcatori |  |

| Arbitro: | Baracani (Firenze) |

|               |           |  |
| Bonazzoli 61’ | Marcatori |  |

| Arbitro: | Giacomelli (Trieste) |

|                                                 |           |                            |
| Ganci 33’ (rig.) 45+1’ (rig.) Sansovini 49’ 72’ | Marcatori | 5’ Freddi 90+4’ Allegretti |

| Arbitro: | Massa (Imperia) |

|                                        |           |              |
| Succi 45+1’ (rig.) Vantaggiato 79’ 89’ | Marcatori | 9’ Sansovini |

| Arbitro: | Merchiori (Ferrara) |

|  |           |                           |
|  | Marcatori | 21’ Mazzarani 49’ Signori |

| Arbitro: | Baratta (Salerno) |

|  |           |             |
|  | Marcatori | 77’ Bonanni |

| Arbitro: | Ostinelli (Como) |

|                         |           |                         |
| Gessa 16’ Sansovini 79’ | Marcatori | 26’ Bianchi 35’ Piccolo |

| Arbitro: | Gallione (Alessandria) |

|               |           |                         |
| Alcibiade 57’ | Marcatori | 66’ Đurić 70’ Cristiano |

| Arbitro: | Ruini (Reggio Emilia) |

|             |           |             |
| Sansone 47’ | Marcatori | 71’ Maniero |

| Arbitro: | Cervellera (Taranto) |

|                                          |           |                              |
| Soddimo 49’ Ariatti 60’ Cascione 65’ 70’ | Marcatori | 31’ (rig.) Cunico 37’ Tarana |

| Arbitro: | Guida (Torre Annunziata) |

|                   |           |             |
| Schiattarella 53’ | Marcatori | 13’ Mengoni |

| Arbitro: | Giacomelli (Trieste) |

|             |           |  |
| Mengoni 26’ | Marcatori |  |

| Arbitro: | Massa (Imperia) |

|             |           |             |
| Porcari 14’ | Marcatori | 61’ Maniero |

| Arbitro: | Ruini (Reggio Emilia) |

|               |           |  |
| Sansovini 65’ | Marcatori |  |

#### Girone di ritorno
| Arbitro: | Ostinelli (Como) |

|                        |           |           |
| Bolzoni 5’ Brienza 77’ | Marcatori | 39’ Olivi |

| Arbitro: | Velotto (Grosseto) |

|             |           |  |
| Bonanni 50’ | Marcatori |  |

| Pescara 29 gennaio 2011, ore 15:00 CET 24ª giornata | Pescara                        | 0 – 0 referto | Triestina | Stadio Adriatico (6.132 spett.)\| Arbitro: \| Corletto (Castelfranco Veneto) \| |
| Arbitro:                                            | Corletto (Castelfranco Veneto) |               |           |                                                                                 |

| Arbitro: | Gallione (Alessandria) |

|               |           |  |
| Marilungo 55’ | Marcatori |  |

| Arbitro: | Nasca (Bari) |

|                      |           |  |
| Sansovini 48’ (rig.) | Marcatori |  |

| Arbitro: | Massa (Imperia) |

|                                        |           |                |
| De Vezze 34’ Antenucci 49’ Bianchi 77’ | Marcatori | 12’ Diamoutene |

| Arbitro: | Bagalini (Fermo) |

|                         |           |  |
| Mengoni 23’ Bonanni 43’ | Marcatori |  |

| Arbitro: | Baracani (Firenze) |

|                        |           |  |
| Piccioni 19’ Bruno 46’ | Marcatori |  |

| Pescara 5 marzo 2011, ore 15:00 CET 30ª giornata | Pescara           | 0 – 0 referto | Reggina | Stadio Adriatico (6.181 spett.)\| Arbitro: \| Stefanini (Prato) \| |
| Arbitro:                                         | Stefanini (Prato) |               |         |                                                                    |

| Arbitro: | Merchiori (Ferrara) |

|                                      |           |                         |
| Alfageme 26’ Turati 38’ Sforzini 82’ | Marcatori | 2’ Stoian 45’ Sansovini |

| Arbitro: | Palazzino (Ciampino) |

|  |           |                     |
|  | Marcatori | 64’ 90+4’ Ardemagni |

| Arbitro: | Baratta (Salerno) |

|           |           |  |
| Greco 23’ | Marcatori |  |

| Arbitro: | Ruini (Reggio Emilia) |

|            |           |  |
| Bucchi 17’ | Marcatori |  |

| Arbitro: | Velotto (Grosseto) |

|  |           |                       |
|  | Marcatori | 73’ Gessa 77’ Maniero |

| Arbitro: | Baracani (Firenze) |

|           |           |  |
| Romeo 72’ | Marcatori |  |

| Arbitro: | Corletto (Castelfranco Veneto) |

|                 |           |             |
| Sansovini 90+5’ | Marcatori | 63’ Masucci |

| Arbitro: | Ostinelli (Como) |

|                |           |                        |
| Altinier 90+3’ | Marcatori | 9’ Soddimo 59’ Bonanni |

| Arbitro: | Tozzi (Ostia Lido) |

|  |           |                  |
|  | Marcatori | 14’ (aut.) Pinna |

| Arbitro: | Candussio (Cervignano del Friuli) |

|                                  |           |                         |
| Abbruscato 47’ Arma 90+3’ (rig.) | Marcatori | 74’ Olivi 77’ Sansovini |

| Arbitro: | Massa (Imperia) |

|                      |           |                 |
| Sansovini 78’ (rig.) | Marcatori | 25’ 63’ Bertani |

| Arbitro: | Doveri (Roma 1) |

|                                          |           |                               |
| Piovaccari 24’ (rig.) 29’ Di Roberto 34’ | Marcatori | 26’ Giacomelli 90+2’ Verratti |

## Coppa Italia

### Secondo turno
| Arbitro: | Nasca (Bari) |

|                                  |           |             |
| Cissè 17’ (rig.) Torri 45’ 45+1’ | Marcatori | 49’ Maniero |